# Moel Seisiog
Moel Seisiog är ett berg i Storbritannien.   Det ligger i kommunen Conwy och riksdelen Wales, i den södra delen av landet, 300 km nordväst om huvudstaden London. Toppen på Moel Seisiog är 532 meter över havet.
Terrängen runt Moel Seisiog är kuperad västerut, men österut är den platt. Runt Moel Seisiog är det ganska tätbefolkat, med 60 invånare per kvadratkilometer. Närmaste större samhälle är Llanrwst, 9,0 km nordväst om Moel Seisiog. Trakten runt Moel Seisiog består i huvudsak av gräsmarker.